# Bruno Mora
Bruno Mora (Parma, 1937. március 29. – Parma, 1986. december 10.) olasz labdarúgó-középpályás, edző.
Az olasz válogatott tagjaként részt vett az 1962-es labdarúgó-világbajnokságon.